# Dekanat kruszwicki
Dekanat Kruszwica – jeden z 30 dekanatów w Archidiecezji gnieźnieńskiej. Dekanat położony jest w gminie Kruszwica i gminie Jeziora Wielkie. Obejmuje 9 parafii.

## Parafie i kościoły
- Parafia św. Wojciecha – Brześć
- Parafia św. Katarzyny Aleksandryjskiej – Chełmce
- Parafia św. Anny – Kościeszki
- Parafia św. Teresy od Dzieciątka Jezus – Kruszwica
- Parafia Świętych Apostołów Piotra i Pawła – Kruszwica
- Parafia św. Mateusza – Ostrowo
- Parafia Ścięcia św. Jana Chrzciciela – Piaski
- Parafia św. Marka Ewangelisty – Polanowice
- Parafia św. Bartłomieja – Sławsk Wielki